# Jérôme Champagne

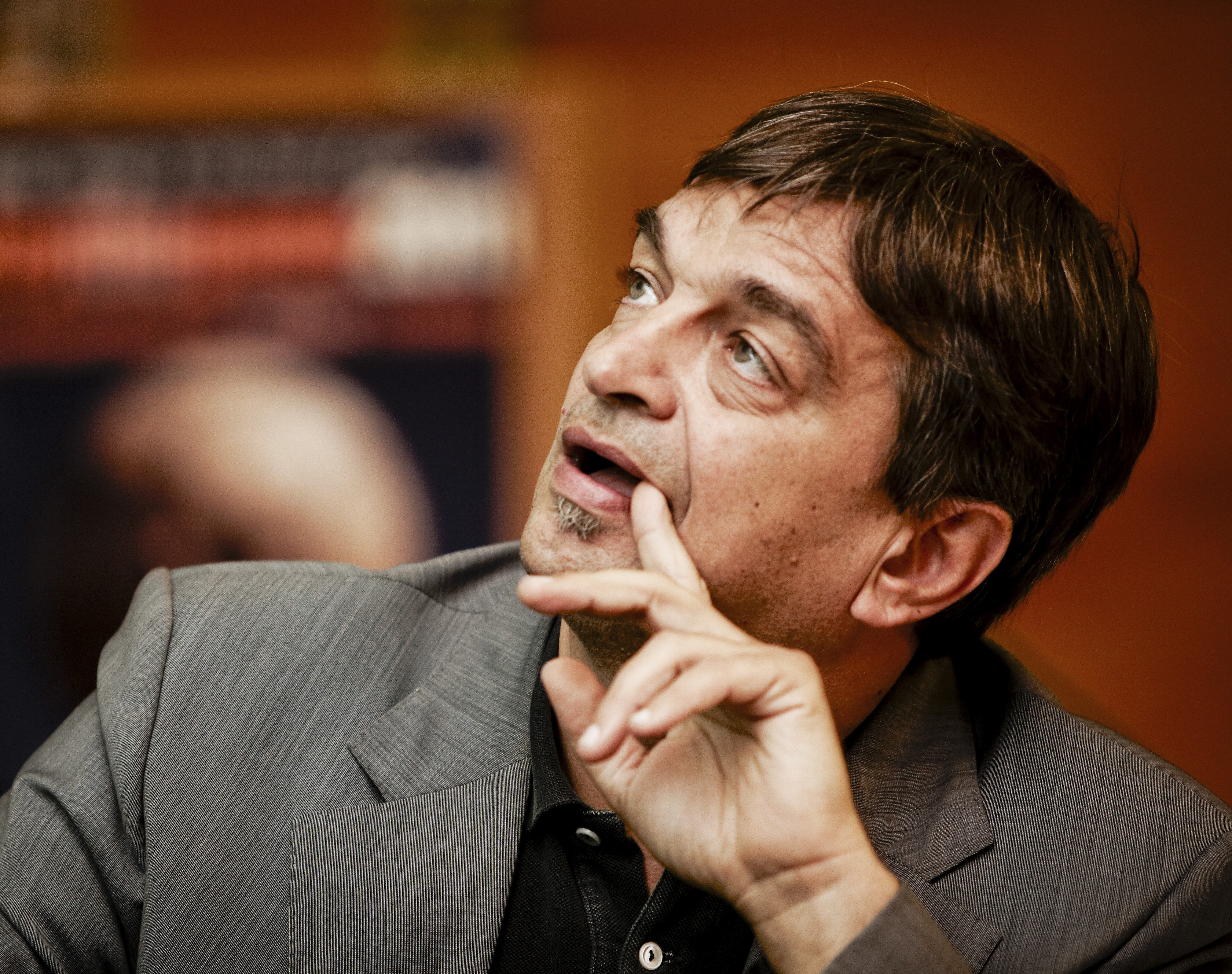
Jérôme Champagne (2011)

Jérôme Champagne (* 15. Juni 1958 in Paris) ist ein französischer Berufsdiplomat (1983–1998) und ein ehemaliger stellvertretender Generalsekretär der FIFA von 1999 bis 2010. Für weltweites Aufsehen sorgte Jérôme Champagne mit einem 25 Seiten umfassenden Papier, das er Anfang 2012 im Auftrag von FIFA-Präsident Sepp Blatter veröffentlichte, um eine Strukturdebatte anzustoßen.

## Biografie
Jérôme Champagne wuchs im 14. Pariser Arrondissement auf. Sein Vater war Sport- und Skilehrer und betrieb eine Segelschule in Katalonien.

### Karriere
Jérôme Champagne absolvierte seine Ausbildung im Jahr 1981 nach der Erlangung der Graduation am Institut für Politikwissenschaften in Paris und dem Institut für orientalische Sprachen. Während seines Politikstudiums arbeitete er für das Fachblatt France Football. Danach war Jérôme Champagne als Diplomat 14 Jahre lang im französischen Dienst, in Oman, Kuba, Los Angeles und Brasília. Er war stellvertretender Generalkonsul in Los Angeles während der Vorbereitungen für die Weltmeisterschaft 1994 in den USA, wo er die Organisationskommission für die WM 1998 in Frankreich kennenlernte und daraufhin 1997 Protokollchef des Organisationskomitees für die Fußball-Weltmeisterschaft 1998 in Frankreich wurde. Während seiner Anstellung bei der FIFA war Champagne Direktor für Internationale Beziehungen und politischer Berater von Sepp Blatter. Nach elf Jahren im Dienst der FIFA wurde er von Blatter am 15. Januar 2010 aus dem engsten Kreis des Fußball-Weltverbandes entlassen, mit der Begründung, er wolle ihn als Fifa-Präsident beerben.
Später war er als Consultant der nationalen Fußballverbände von Palästina, Kosovo und Zypern tätig. Derzeit ist er Berater und hält fachspezifische öffentliche Beiträge, die sich mit der Zukunft des Fußballs und der FIFA beschäftigten.

### Kandidatur zum FIFA-Präsidenten
Am 20. Januar 2014 kündigte Jérôme Champagne in London auf einer Pressekonferenz seine Kandidatur für die Präsidentschaft des Fußball-Weltverbandes FIFA im Juni 2015 in Zürich an, musste sie aber Ende Januar 2015 trotz der Unterstützung von Pelé zurückziehen, da sie nur von drei statt der notwendigen fünf nationalen Verbände unterstützt wurde.

### Privates
Champagne ist mit einer US-Amerikanerin verheiratet. Die Familie lebt im Kanton Zürich, Schweiz.

## Veröffentlichungen
- Jérôme Champagne: “Which FIFA for the twenty-first century?” Part I,II,III